# اچ‌ام‌اس سافو (۱۸۰۶)
اچ‌ام‌اس سافو (۱۸۰۶) (به انگلیسی: HMS Sappho (1806)) یک کشتی بود که طول آن ۱۰۰ فوت ۳ اینچ (۳۰٫۶ متر) بود. این کشتی در سال ۱۸۰۶ ساخته شد.